# オットー百科事典

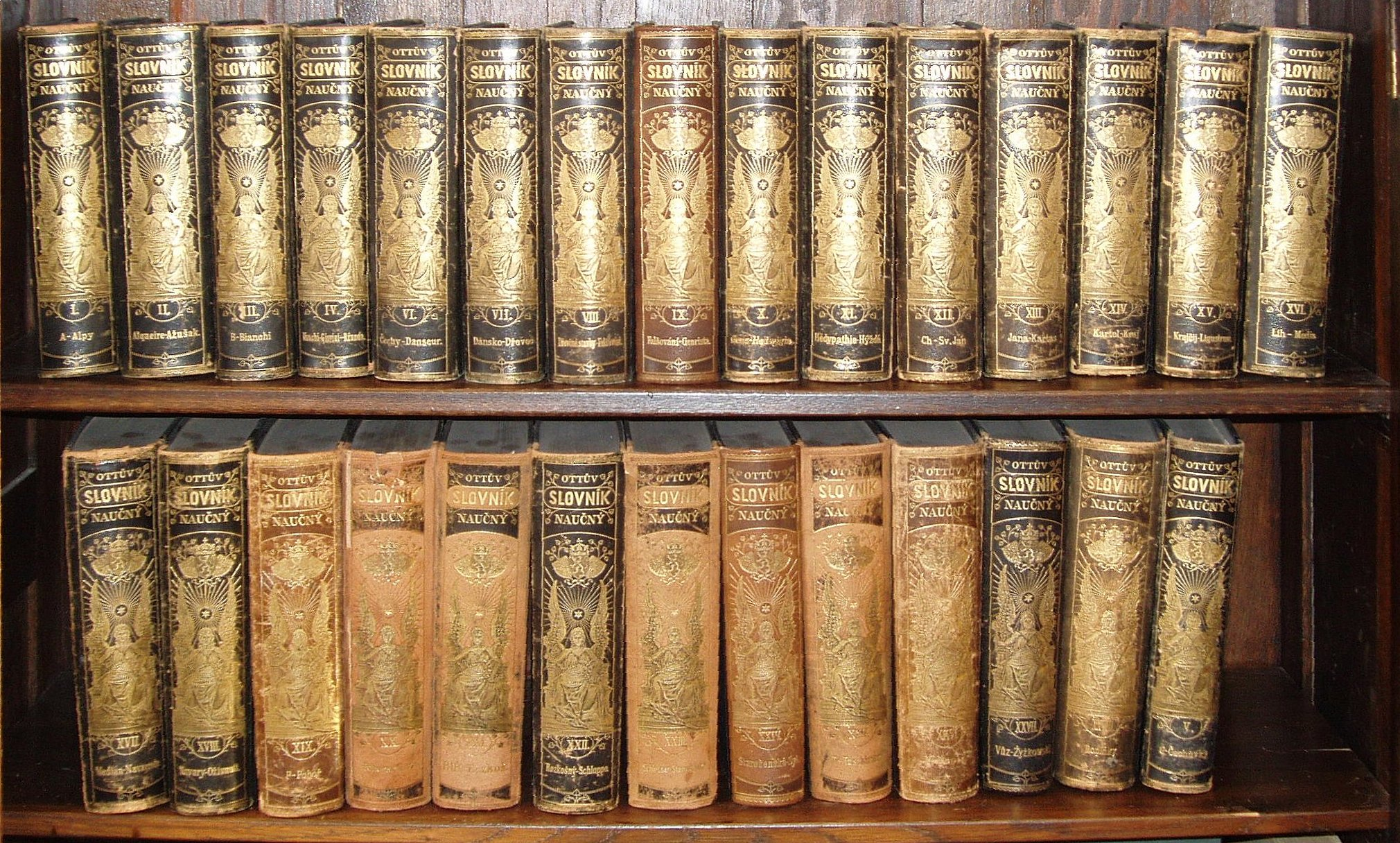
オットー百科事典

オットー百科事典（オットーひゃっかじてん、チェコ語: Ottův slovník naučný, ドイツ語: Ottova encyklopedie）は、チェコ語で最大の百科事典である。チェコにおいては、学界の金字塔とされる百科事典である。

## 初版

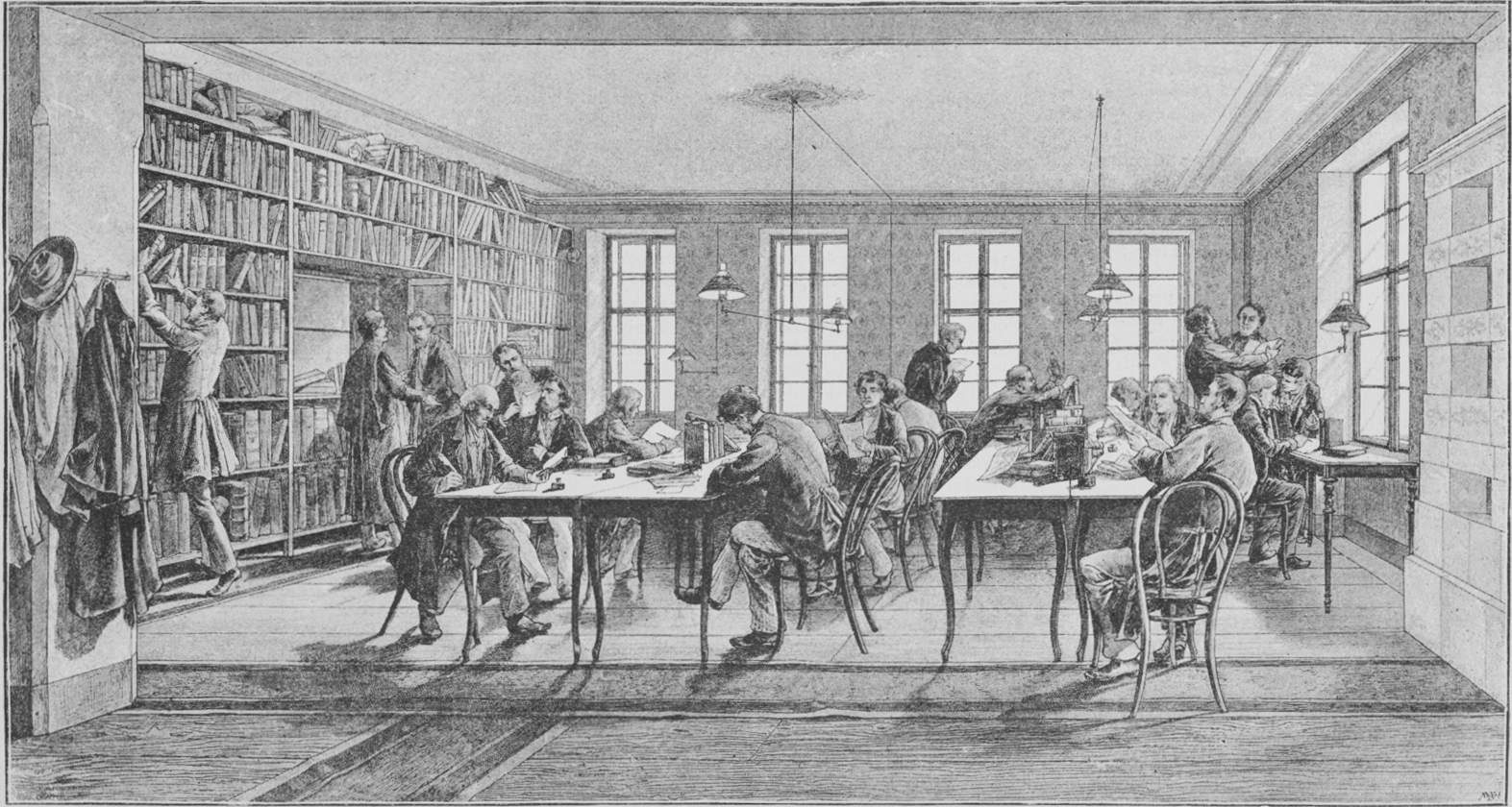
オットー百科事典の編纂風景（1891年）

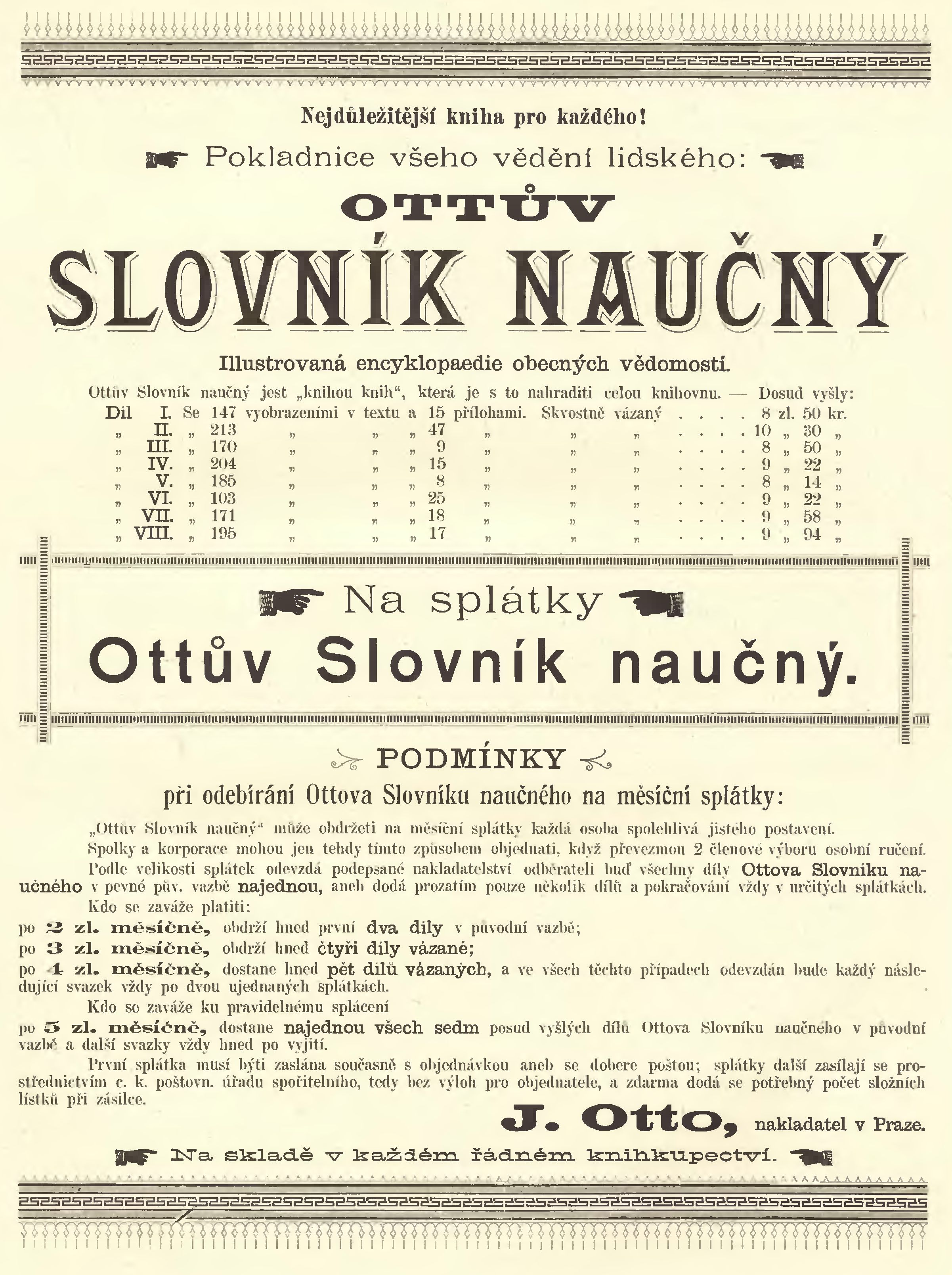
1895年に掲載されたオットー百科事典の広告

1880年代初頭、チェコの書商であったヤン・オットーは、フランティシェク・ラディスラフ・リーゲルによるリーゲル学習百科事典（全14巻、1860年 - 1874年）に大きな影響を受け、そこから着想を得たオットーは新しい百科事典の発刊を計画した。
編集主任としてヤクブ・マリーが選ばれ、彼は新しく刊行されるこの百科事典を「チェコ百科事典」と命名しようとしたが、第1巻の発行直前になって「オットー百科事典」の名に変更された。マリーは1885年に亡くなり、その後任の編集者としてトマーシュ・マサリク（のちのチェコスロバキア大統領）が選ばれた。マサリクはオットー百科事典の刊行計画以前から、情報が古くなったリーゲル学習百科事典の代替となる新しい百科事典の刊行を望んでいた。
しかし、オットー百科事典の刊行は思うように進まず、1886年に発行される予定であった第1巻は、1888年になってようやく発行された。この刊行の遅さに失望したマサリクは、1887年に編集主任を辞退した。また、Zelenohorský写本、Královedvorský写本の偽作問題に巻きこまれたことも、彼の辞任理由に含まれていた。
マサリクが編集主任を辞退したあとは、工学家、神学者、大学の代表者を中心とした編集委員会が設立され、彼らがオットー百科事典の編集を進めた。編集主任は1892年まではヨゼフ・コシャンが、1898年まではルドルフ・ドヴォルザークが、1908年のオットー百科事典のプロジェクト終了まではプリムス・ソボトカが務めた。
最終的に、オットー百科事典の刊行には20年ほどかかり、1888年1月から開始された出版は1908年になってようやく完了した。初版は全23巻（第23巻は補遺）で約150,000項目であり、総ページ数は28,912ページである。
また、1905年からはMalý Ottův slovník naučnýという名称でオットー百科事典の縮約版（全2巻、合計2,464ページ）が刊行され、1908年にはポケットサイズのオットー百科事典（全1巻、1,608ページ）も発行された。後者は1926年に再版されている。

## 新版
初版の刊行後、全15巻の改訂版が法学史教授のカレル・カドレックによって計画された。しかし、第一次世界大戦の勃発とヤン・オットーの死去が大きな要因となり、完成に至らなかった。
その後、オットーの義理の息子であるカレル・ボロメイスキー・マードルがヤン・オットー出版社を立て、編集主任としてボフミル・ニェメックを選び、内容を刷新した『新オットー百科事典』（Ottův slovník naučný nové doby）の刊行を計画した。当初、新オットー百科事典の刊行はヤン・オットー出版社が担当していたが、同社の資金難により、1934年からはノヴィナ社が担当している。
1930年から刊行が始まった新オットー百科事典は1943年までに12巻分が発行されたが、最後の2巻分は印刷の準備ができていたにもかかわらず、第二次世界大戦の激化により発行できずに終わった。新オットー百科事典は約60,000項目と合計8,585ページを備え、初版の3分の1ほどの大きさであった。最後の項目はUžok（当時ハンガリー領のウジョク村。現在はウクライナに属する）である。

## CD-ROM版
1996年から2003年にかけて、Ottova encyklopedie obecných vědomostíという名称で、初版・新版の両方のオットー百科事典がCD-ROM化されている。

## 参考書籍
- Derek Sayer (1998). The Coasts of Bohemia: A Czech History. Princeton University Press. ISBN 0-691-05760-5